# Voo Ukraine International Airlines 752
O Voo Ukraine International Airlines 752 (ICAO: AUI 752) foi a identificação da rota aérea de passageiros regular e internacional, operada pela Ukraine International Airlines, entre Teerão, no Irão, e Kiev, na Ucrânia. Em 8 de janeiro de 2020, um Boeing 737-800 da companhia caiu logo após a decolagem no Aeroporto de Tehran-Imam Khomeini.
Horas após o incidente, autoridades dos Estados Unidos, Canadá e Reino Unido começaram a afirmar que a provável causa da queda do avião ucraniano tenha sido um míssil terra-ar disparado, possivelmente por engano, pelos iranianos. Inicialmente, o Governo do Irã negou responsabilidade pelo acidente e afirmou que o motivo da queda do avião foi provavelmente falha mecânica. Três dias depois, contudo, autoridades do país voltaram atrás e confirmaram que realmente abateram a aeronave da companhia aérea ucraniana por engano.
Após a admissão de culpa pelas autoridades, os iranianos tomaram as ruas para protestar contra a morte dos 176 passageiros, 82 deles iranianos, e contra o fato do Governo ter mentido sobre o assunto.

## Aeronave
A aeronave envolvida era um Boeing 737-800 da Ukraine International Airlines, prefixo UR-PSR. Seu primeiro voo foi em 21 de junho de 2016, sendo entregue para a companhia aérea em 19 de julho de 2016. Foi a primeira aeronave 737 Next Generation adquirida pela companhia aérea e passou por uma manutenção de rotina dois dias antes do acidente.

## Acidente
O voo foi operado pela Ukraine International Airlines, decolando do Aeroporto de Tehran-Imam Khomeini, da capital iraniana, com destino ao Aeroporto Internacional de Kiev-Boryspil, da capital ucraniana. Autoridades confirmaram que o avião transportava 167 passageiros e 9 tripulantes, sendo 70 homens, 81 mulheres e 15 crianças.
O voo 752 deveria decolar às 05h15 horário local, mas teve um atraso de uma hora. Mais tarde, decolou de Teerã às 06h12, e tinha pouso estimado em Kiev às 08h00. Os dados de voo do Flightradar24 não mostram discrepâncias nos dados de velocidade e altitude em relação a um voo normal. Os dados finais ADS-B recebidos foram às 06h14, menos de três minutos após a decolagem. Segundo os dados, a última altitude registrada foi 2 415 m (7 925 pés) a uma velocidade de 260 nós (480 km/h; 300 mph). A aeronave estava em razão de subida quando o registro de altitude terminou abruptamente.
Um vídeo divulgado nas mídias sociais supostamente registrou o momento do acidente. O vídeo sugere que o avião estava em chamas quando iniciou o mergulho, com algumas partes se desintegrando no ar. O ISNA não confirmou a validade do vídeo, mas afirmou que o avião estava em chamas antes do acidente.
Logo após a queda da aeronave, equipes de emergência chegaram ao local com 22 ambulâncias e um helicóptero, mas os fortes incêndios impediram uma tentativa de resgate. Os destroços estavam espalhados por uma vasta área, sem sobreviventes visíveis.
A televisão estatal do Irão informou que todos os que estavam a bordo da aeronave morreram após a queda às 06h22.
O incidente ocorreu em meio ao aumento das tensões entre o Irã e os Estados Unidos, quando os americanos mataram o general iraniano em Bagdá Qasem Soleimani e então o governo do Irã revidou, poucos dias depois, atacando uma base militar dos Estados Unidos também no Iraque.
Três dias depois do acidente, o governo iraniano confirmou que eles, de fato, haviam derrubado o avião da companhia aérea ucraniana, por engano. Amir Ali Hajizadeh, o comandante das forças aeroespaciais da Guarda Revolucionária Iraniana, afirmou que o país aceitava a responsabilidade plena pelo incidente. A Guarda Revolucionária explicou que o operador do sistema de defesa se confundiu, imaginando que o avião poderia ser míssil de cruzeiro americano. O Voo 752 foi derrubado por dois mísseis de curto alcance, segundo Hajizadeh.

## Passageiros e tripulação
| Nacionalidade | Passageiros | Tripulantes |
| ------------- | ----------- | ----------- |
| Irão          | 82          | 0           |
| Canadá        | 63          | 0           |
| Ucrânia       | 2           | 9           |
| Suécia        | 10          | 0           |
| Afeganistão   | 4           | 0           |
| Reino Unido   | 3           | 0           |
| Alemanha      | 3           | 0           |
| Total         | 167         | 9           |

Segundo o porta-voz da Organização de Aviação Civil do Irão, o número exato de pessoas a bordo era de 167 passageiros e nove tripulantes. A mídia estatal informou inicialmente que o avião levava 180 pessoas. A Agência de Notícias Estudantil Iraniana (ISNA) afirmou que a maioria dos passageiros eram iranianos, mas alguns estrangeiros também estavam a bordo. Autoridades confirmaram que pelo menos 130 pessoas a bordo eram iranianas, sendo a maioria estudantes retornando a países europeus e Canadá via Ucrânia, após as férias de inverno.
O portal Obozrevatel informou que, dos 167 passageiros, 82 foram confirmados como iranianos, 63 eram canadenses, 3 eram britânicos, 6 eram afegãos, 8 eram suecos e 4 eram alemães. Também foi relatado a presença de 15 ucranianos a bordo. A discrepância se deve ao fato de muitos serem cidadãos de dupla nacionalidade e o Irão reconhece cidadãos de dupla cidadania como iranianos. O Conselho de Segurança da Ucrânia confirmou que 11 ucranianos, incluindo os 9 membros da tripulação, foram mortos no acidente.
O Ministério das Relações Exteriores da Ucrânia divulgou o manifesto dos passageiros e da tripulação do voo da seguinte forma: 82 iranianos, 63 canadenses, 11 ucranianos, 10 suecos, 4 afegãos, 3 alemães e 3 britânicos.

## Investigação

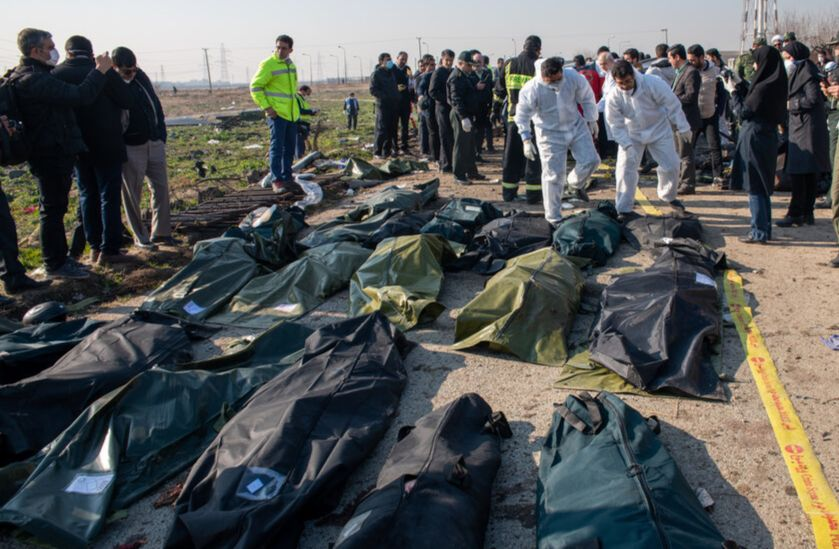
Corpos recolhidos das vítimas do Voo 752.

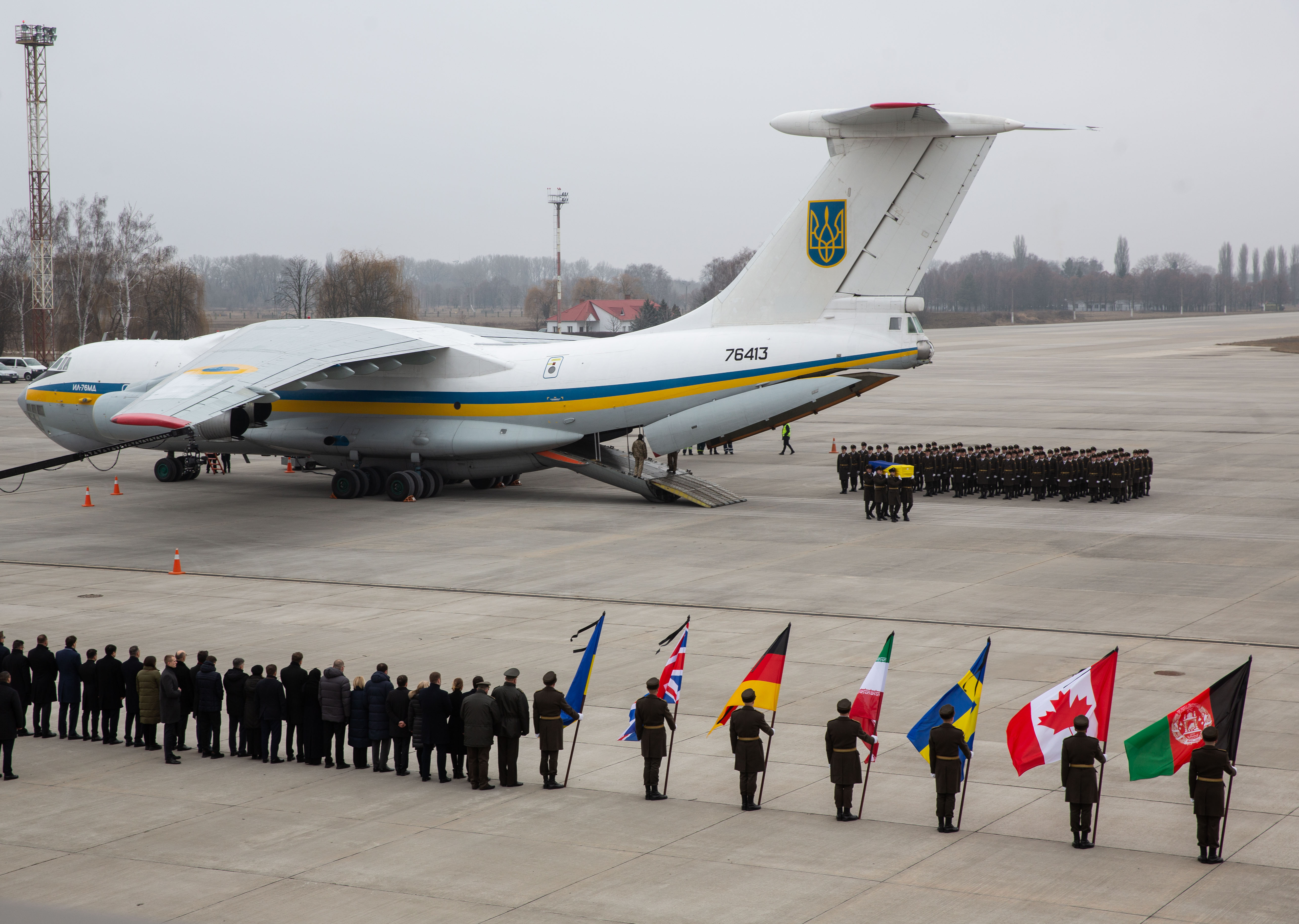
Comemoração das vítimas do acidente aéreo no Irã no aeroporto de Kyiv Boryspil.

Em 8 de janeiro, o Ministério iraniano de Estradas e Desenvolvimento Urbano divulgou uma declaração de que a aeronave pegou fogo após um incêndio começar em uma de suas turbinas, fazendo o piloto perder o controle e o avião acabou caindo. De acordo com a Organização para Mitigação e Gerenciamento de Desastres iraniana, uma investigação preliminar indicou que houve problemas mecânicos em uma das turbinas da aeronave. O governo iraniano mudaria esta posição pouco depois.
A Suécia e o Canadá foram chamados para se juntar a investigação do incidente. O Conselho Nacional de Segurança nos Transportes dos Estados Unidos também teria sido convidado a auxiliar as investigações, mas isso não foi confirmado.
Em 9 de janeiro, autoridades dos Estados Unidos afirmaram que eles acreditavam que o avião pode ter sido derrubado por engano pelos iranianos por um míssil Tor (SA-15), baseado em evidências tiradas de imagens de um satélite de reconhecimento. Justin Trudeau, o Primeiro-Ministro do Canadá, disse que havia evidências, de múltiplas fontes, incluindo dos serviços de inteligência canadenses, que sugeriam que foi de fato um míssil iraniano que derrubou o avião.
Em 11 de janeiro, após três dias de negação, o governo iraniano voltou atrás em sua posição oficial e confirmou que eles, por engano, realmente abateram a aeronave ucraniana. O presidente do país, Hassan Rouhani, chamou o desastre de um "erro imperdoável".
A 14 de janeiro, o Irã anunciou a prisão dos militares envolvidos na derrubada da aeronave, contudo não foram detalhadas quantas pessoas foram detidas, nem seus nomes e cargos.
A princípio as autoridades iranianas se recusaram a entregar as caixas-pretas do avião à Boeing. Cogitou-se que o material seria enviado à Ucrânia para análise,  mas a informação foi desmentida logo em seguida.

## Condenação
Em abril de 2023, o Irão informou que 10 militares iranianos foram condenados a penas de prisão pelo envolvimento na queda do avião ucraniano. O principal acusado, um comandante do sistema de defesa aérea, foi condenado a 10 anos de prisão, a pena mais elevada, por ter desrespeitado as ordens dos seus superiores ao abater o avião com dois mísseis. Os outros nove militares foram condenados a penas que variam de um a três anos de prisão.
O órgão do poder judiciário iraniano não forneceu detalhes sobre a identidade dos condenados, que podem ainda recorrer das sentenças, incluindo quatro oficiais do sistema de defesa, um comandante da base de defesa aérea e um oficial do centro de controle.